# Samsung Galaxy Mega 5.8
El Samsung Galaxy Mega 5.8 (GT-i9150) es un tabletófono Android desarrollado por Samsung. Fue anunciado el 11 de abril de 2013 y se puso a la venta el 20 de junio del mismo año.

## Detalles
Samsung Galaxy Mega 5.8 tiene una pantalla TFT de 5.8 pulgadas con resolución qHD (960 × 540 píxeles). Posee grande pantalla, pero resolución baja, la densidad de píxeles es de 190 ppp.
En su interior viene integrado un procesador de doble núcleo a 1.4 GHz, junto con 1.5 GiB de memoria RAM y 8 GiB de almacenamiento interno, ampliable mediante MicroSD de hasta 64 GB. En el apartado de multimedia el dispositivo ofrece una cámara de 8 megapíxeles con flash LED en la parte posterior, y otra cámara frontal de 1.9 megapíxeles para videollamadas.
La batería es de 2600 mAh, dimensiones de 162.6 × 82.4 × 9.0 milímetros, con un peso 182 gramos.
Galaxy Mega 5.8 tiene el sistema operativo Android 4.2 Jelly Bean y la última versión de la interfaz Touchwiz propia de Samsung, Nature UX 2.0 que tiene como objetivo mejorar la interacción del usuario con el dispositivo.